# شنا در مسابقات جهانی ورزش‌های آبی ۲۰۰۵
شنا یکی از رشته‌های ورزشی مسابقات جهانی ورزش‌های آبی ۲۰۰۵ بوده است.

## جدول مدال‌ها
| رتبه  | کشور                | طلا | نقره | برنز | مجموع |
| ۱     | ایالات متحده آمریکا | ۱۵  | ۱۱   | ۶    | ۳۲    |
| ۲     | استرالیا            | ۱۳  | ۵    | ۴    | ۲۲    |
| ۳     | زیمبابوه            | ۲   | ۲    | ۰    | ۴     |
| ۴     | آفریقای جنوبی       | ۲   | ۱    | ۲    | ۵     |
| ۵     | فرانسه              | ۲   | ۱    | ۱    | ۴     |
| ۶     | لهستان              | ۲   | ۰    | ۲    | ۴     |
| ۷     | آلمان               | ۱   | ۳    | ۲    | ۶     |
| ۸     | ایتالیا             | ۱   | ۲    | ۰    | ۳     |
| ۹     | مجارستان            | ۱   | ۱    | ۱    | ۳     |
| ۱۰    | یونان               | ۱   | ۰    | ۰    | ۱     |
| ۱۱    | کانادا              | ۰   | ۴    | ۱    | ۵     |
| ۱۲    | ژاپن                | ۰   | ۳    | ۶    | ۹     |
| ۱۳    | روسیه               | ۰   | ۲    | ۱    | ۳     |
| ۱۴    | چین                 | ۰   | ۱    | ۴    | ۵     |
| ۱۵    | سوئد                | ۰   | ۱    | ۲    | ۳     |
| ۱۶    | اتریش               | ۰   | ۱    | ۱    | ۲     |
| ۱۷    | کرواسی              | ۰   | ۱    | ۰    | ۱     |
| ۱۷    | هلند                | ۰   | ۱    | ۰    | ۱     |
| ۱۷    | سوئیس               | ۰   | ۱    | ۰    | ۱     |
| ۲۰    | بریتانیای کبیر      | ۰   | ۰    | ۳    | ۳     |
| ۲۱    | تونس                | ۰   | ۰    | ۲    | ۲     |
| ۲۱    | اوکراین             | ۰   | ۰    | ۲    | ۲     |
| مجموع | مجموع               | ۴۰  | ۴۱   | ۴۰   | ۱۲۱   |